# Хевоскоски ГЭС
Хевоскоски ГЭС — гидроэлектростанция в Мурманской области России. Расположена на реке Паз, входит в каскад Пазских ГЭС. Образует Хевоскосское водохранилище.

## История
Строительство ГЭС началось в 1956, в эксплуатацию ГЭС принята 9 сентября 1970. Является русловой ГЭС.
Состав сооружений ГЭС:
- насыпная плотина длиной 2437 м и наибольшей высотой 18 м;
- насыпная дамба длиной 975 м;
- водосбросная контрфорсная бетонная плотина длиной 30 м;
- глухая бетонная плотина;
- подводящий канал;
- здание ГЭС руслового типа;
- отводящий канал длиной 630 м.

Мощность ГЭС — 47 МВт, среднегодовая выработка — 213 млн кВт·ч. В здании ГЭС установлено 2 поворотно-лопастных гидроагрегата мощностью по 23,5 МВт, работающих при расчётном напоре 16,85 м.
Напорные сооружения ГЭС (длина напорного фронта 3,14 км) образуют водохранилище суточного регулирования площадью 16 км², полной и полезной ёмкостью 82,5 и 6,4 млн м³. При создании водохранилища было затоплено 6 га сельхозугодий и перенесено 2 строения.
ГЭС спроектирована институтом «Ленгидропроект».